# Hippaly
Hippaly, inicialmente conocidos como DPC&K, es un grupo musical español de hip hop, trip hop y beats instrumentales, que surge en Sevilla en 1992. Está formado por Demencee (Jesús M. Carmona Cabrera), S-Natas (Sergio Cano Ramírez), Kade (Francisco Benítez Benítez) y Creisi DJ (Jorge Silva Gálvez). Los dos primeros forman hoy Banda Armada.

## Trayectoria profesional
El grupo tiene su origen en Sevilla y llevan trabajando desde el año 1992, primero como un grupo de hip hop al uso llamado DPC&K, luego como Hippaly y actualmente parte del grupo es la formación Banda Armada.  
En 1995 el grupo comenzó a trabajar en la producción musical de la segunda maqueta de SFDK Tras mil vueltas, después de varios cambios en su propia formación e intentos de realizar un primer trabajo. 
A finales de este mismo año el grupo ya consolidado empezó a grabar su primera maqueta llamada DesPreCio 96, que vio la luz a primeros de 1996. Oída esta maqueta por Dario Aguilar, el productor artístico del sello Yo Gano, se la pasa al director del sello Sergio Aguilar, el cual se pone en contacto con el grupo para proponerles algo totalmente distinto hasta la fecha en España, y es la realización del primer disco de hip hop instrumental español, quedando así inaugurado el sello discográfico Tu Pierdes. 
Tras la buena aceptación de este primer trabajo tanto la discográfica como el grupo siguen adelante para un segundo disco. Mientras el grupo colabora de nuevo con SFDK en su tercera maqueta Esto va en serio de 1997, junto a KPBPOSSE en su segundo LP en el tema "El Culpable".  
Más tarde en 1998 editan un maxi bajo el alter ego DPC&K autoedicion en colaboración con Yo Gano. Durante parte de 1997 y hasta el 1999 el grupo actúa en varios festivales importantes como Festimad, Sónar 98, y en varios puntos de la geografía española. Para finales de 1999 el grupo decide junto con el sello que para el adelanto en forma de maxi A dreamer's dream les gustaría alguna colaboración internacional y después de barajar varias propuestas deciden que en el maxi se incluya una remezcla del grupo inglés The Herbaliser. Tanto el maxi como el LP ven la luz a lo largo del año 2000, con una gran aceptación por parte de los medios y de la escena internacional. 
Tras este disco el grupo vuelve al hip hop al uso creando una demo de tres temas con el grupo Banda Armada y de nuevo y hasta finales de 2001 vuelven a la carretera a presentar el nuevo disco, cerrando las actuaciones con el Festival Electronicaldia en San Sebastián. 
Tras tres años de espera para ver si vería la luz un tercer LP del cual el grupo tenía una maqueta preparada, se rompen los contratos con el sello quedando así el grupo sin recursos para seguir adelante. Actualmente casi todos los miembros siguen en activo remezclando y produciendo. El proyecto Banda Armada es de momento el único que sigue en activo.

## Discografía
- Hippaly - El Surco Responde al Silencio (EP) parte 1 y parte 2 Vinilo 220 g, Superego, 1997.
- Hippaly - El Surco Responde al Silencio (LP), Superego, 1997.
- Hippaly - A Dreamer's Dream, maxi, Superego, 2000.
- Hippaly - H2000: Una Odisea en el Surco (LP), Superego, 2000.

### Otros
- DPC&K - Desprecio 96, maqueta 1996.
- DPC&K - Una Nueva Entrega, maxi autoeditado, 1998.
- Sónar 98, recopilatorio.
- Electrodomésticos (VV/AA). Superego.
- Los planes secretos del Dr. Yo. Superego.
- Este no es el típico recopilatorio Hip Hop, Superego.
- Massakre mc's - Fight proyect, Discos Creador, 2002.
- Banda Armada- Promo 1998, maqueta.
- Banda Armada - Promo 2001, maqueta.
- Banda Armada - Acero y Cristal, maqueta 2007.
- Banda Armada - R.I.O.T. (Revolution Is Our Target), 2013.
- Demencee - Lost Files Vol. 1, 2016.
- Demencee - Torii, 2020.

### Colaboraciones
- SFDK - Tras mil vueltas, 1995.
- SFDK - Esto va en serio, 1997.
- Sindicato - Esto es muy serio, 1997.
- KBPOSSE - Desde el mismo lado, 1998.
- N-Fecto - B Boy, 1999.
- Elfonky - Amor y Odio: 1 de cada.
- Dj Makei - Los hijos de la 3ª ola, 2000.
- Flameado de Flow - Recopilatorio.
- Brillo Ondesea - Ajuste de cuentas, 2006
- Brillo Ondesea - Estilo charlie, 2009
- Wildtrackpro - Titanes, 2009
- Mendoza - Jozai Senjo.
- Dj Small y Elfonky - Toda una vida, 2011
- Dj Small y Elfonky - Soul y Química Remix, 2016
- Pino -  HIP HOP HUP, 2016
- Pino Feat. Mc Joha - One two one two, 2017
- Sebastian Malaspina - Todo el día, 2018

- Datos: Q3135814